# Pedro Martínez (calciatore 1948)
Pedro Martínez (Saltillo, 21 febbraio 1948) è un ex calciatore messicano di ruolo centrocampista.

## Carriera
Nella stagione 1974 viene ingaggiato dagli statunitensi del L.A. Aztecs, neonata franchigia della NASL, con cui, dopo aver vinto la Western Division, giunge a disputare la finale del torneo, giocata da titolare e vinta ai rigori contro i Miami Toros.
Nella stagione 1975 segue Alex Perolli, già suo allenatore negli Aztecs, ai S.A. Thunder, con cui però non riesce ad accedere alla fase play off del torneo nordamericano.

## Palmarès
- Campionato NASL: 1

Los Angeles Aztecs: 1974